# SHAFT
SHAFT（日語：シャフト）是一间企划、制作日本动画的公司。杉並動畫振興協議會的會員。
該公司與新房昭之合作的作品風格特異，被稱為「SHAFT角度」（シャフ度，又称“新房45度”）的45度側頭動作尤其知名。在歷史上最暢銷的50部日本電視動畫榜中，該公司的作品高踞第3名（化物語）、第8名（魔法少女小圓）、第16名（偽物語）與第33名（物语系列第二季）。
工作人員使用共同化名，是該公司的傳統之一。起初以「紗吹都」名世，21世紀以後頻繁使用「東冨耶子」與「椎谷太志」這2個化名。

## 沿革
1975年9月1日，由原株式會社蟲製作擔任上色一職的若尾博司成立「有限會社SHAFT」工作室。
創社初期，與STUDIO DEEN夥同外接SHIN-EI動畫和後來從蟲製作公司獨立出來的日昇動畫作品的上色工作。到1980年代前半，該社嘗試為動畫作統包工作，業務開始擴張。1987年完成首部自主制作作品，以OVA發行。1995年的《十二生肖爆烈战士》是首部自社企划和擔當主制作的電視動畫系列。2000年，由《飞跃巅峰》DVD的影像特典作品开始，經常以共同名义与GAINAX和GANSIS合作制作动画。
2004年，若尾博司卸任，久保田光俊就任执行董事，並在交替期間整顿了撮影部门，制作方式也转向数码化，一般两季（約26集）的作品都由新上任的久保田光俊亲自督阵。同年，作風奇特的動畫導演新房昭之加入，連帶尾石達也、大沼心等長期合作夥伴参与大部分制作。
自《月咏》以后，SHAFT的作品大量使用数碼技术，且包含很多捏他（即「劇情透露」，意指有意無意暗示牽連作品長期隱藏的設定，以至其他作品的內容），代表作有恶搞內容最多的《绝望先生》及影碟銷量屢創紀錄的《化物語》等，吸引不少觀眾注意。2011年的《魔法少女小圓》飲譽電視動畫界，被英國媒體推崇為「本世紀迄今最偉大」的作品。此外，大部分動畫都會開拍續集，使公司成為製作數目偏高的量產型公司。不過此舉亦造成主創團隊恆常地以趕急的工期和有限的資源完成數天後播放的作品，無法在首播時交出最理想的表現，經常需要倚賴繁複的影碟版修正作業。相隔數年，該社基本上都會迎來製作人員抗拒壓力過大的問題，遂轉為自由身或投靠其他公司的狀況。除了演出家大沼心、龍輪直征、動畫師今村亮等以個人身份出走外，當中規模較大的是2018年製作人松永康佑領導下大量人員轉往david production。
2015年登記成為股份有限公司「株式會社SHAFT」，並開展40周年紀念活動，持續至2016年9月及12月。

## 主要客戶
- Aniplex
- 講談社
- TBS電視台
- STARCHILD
- Media Factory

## 作品列表

### 主導製作
系列作品
| 推出年份                          | 推出時間        | 中文名稱                                          | 日文名稱                                       | 推出類型                             | 導演                                           | 原作類別 | 備註                      |
| --------------------------------- | --------------- | ------------------------------------------------- | ---------------------------------------------- | ------------------------------------ | ---------------------------------------------- | -------- | ------------------------- |
| 魔力女管家系列                    |                 |                                                   |                                                |                                      |                                                |          |                           |
| 2001年                            | 10月 - 12月     | 魔力女管家                                        |                                                | 電視動畫劇集                         | 山賀博之                                       | 漫畫     | 與GAINAX共同製作          |
| 2002年                            | 9月 - 翌年1月   | 魔力女管家 ～更美麗的事物～                       |                                                | 電視動畫劇集                         | 山賀博之                                       | 漫畫     | 與GAINAX共同製作          |
| 2003年                            | 8月14日         | 魔力女管家特別篇「我認為好色是不對的！」          |                                                | 單集電視動畫                         | 山賀博之                                       | 漫畫     | 與GAINAX共同製作          |
| 魔法老師系列                      |                 |                                                   |                                                |                                      |                                                |          |                           |
| 2006年                            | 4月23日 9月27日 | 魔法老师！？春、夏                                |                                                | 活動首映短篇動畫                     | 新房昭之 大沼心                                | 漫畫     | 與GANSIS共同製作          |
| 2006年                            | 10月 - 翌年3月  | 魔法老師！？                                      |                                                | 電視動畫劇集                         | 新房昭之 大沼心                                | 漫畫     | 與GANSIS共同製作          |
| 2008年                            | 8月 - 翌年2月   | 魔法老师！ ～白之翼～                             |                                                | OVA劇集                              | 新房昭之 富田浩章 宮本幸裕 板村智幸            | 漫畫     | 與Studio Pastoral共同製作 |
| 2009年                            | 9月 - 翌年11月  | 魔法老师！ ～另一個世界～                         |                                                | OVA劇集                              | 新房昭之 靜野孔文 所智一 伊藤達文              | 漫畫     | 與Studio Pastoral共同製作 |
| 2011年                            | 8月27日         | 劇場版 魔法老師！ ANIME FINAL                     |                                                | 電影                                 | 新房昭之 石倉賢一                              | 漫畫     | 與Studio Pastoral共同製作 |
| 向陽素描系列                      |                 |                                                   |                                                |                                      |                                                |          |                           |
| 2007年                            | 1月 - 3月       | 向陽素描                                          |                                                | 電視動畫劇集                         | 新房昭之 上坪亮樹                              | 漫畫     |                           |
| 2008年                            | 7月 - 9月       | 向陽素描×365                                      |                                                | 電視動畫劇集                         | 新房昭之 尾石達也                              | 漫畫     |                           |
| 2010年                            | 1月 - 3月       | 向陽素描×☆☆☆                                      |                                                | 電視動畫劇集                         | 新房昭之 石倉賢一                              | 漫畫     |                           |
| 2011年                            | 10月 - 11月     | 向陽素描×SP                                       |                                                | 電視動畫迷你劇集                     | 新房昭之                                       | 漫畫     |                           |
| 2012年                            | 10月 - 12月     | 向陽素描×甜蜜一窩                                 |                                                | 電視動畫劇集                         | 新房昭之 八瀨祐樹                              | 漫畫     |                           |
| 2013年                            | 11月27日        | 向陽素描 沙英．尋 畢業篇                          |                                                | OVA劇集                              | 新房昭之 八瀨祐樹                              | 漫畫     |                           |
| 絕望先生系列                      |                 |                                                   |                                                |                                      |                                                |          |                           |
| 2007年                            | 7月 - 9月       | 絕望先生                                          |                                                | 電視動畫劇集                         | 新房昭之 龍輪直征                              | 漫畫     |                           |
| 2008年                            | 1月 - 3月       | 俗·絕望先生                                       |                                                | 電視動畫劇集                         | 新房昭之 龍輪直征 宮本幸裕                     | 漫畫     |                           |
| 2008年                            | 10月 - 2月      | 獄·絕望先生                                       |                                                | OVA劇集                              | 新房昭之 龍輪直征 宮本幸裕                     | 漫畫     |                           |
| 2009年                            | 7月 - 9月       | 懺·絕望先生                                       |                                                | 電視動畫劇集                         | 新房昭之 龍輪直征 宮本幸裕                     | 漫畫     |                           |
| 2009年                            | 11月 - 翌年2月  | 懺·絕望先生 番外地                                |                                                | OVA劇集                              | 新房昭之 龍輪直征 宮本幸裕                     | 漫畫     |                           |
| ef - a fairy tale of the two.系列 |                 |                                                   |                                                |                                      |                                                |          |                           |
| 2007年                            | 10月 - 12月     | ef - a tale of memories.                          | ef - a tale of memories.                       | 電視動畫劇集                         | 大沼心                                         | 遊戲     |                           |
| 2008年                            | 5月30日         | ef - the latter tale.                             | ef - the latter tale.                          | 遊戲片尾曲動畫                       | 大沼心                                         | 遊戲     |                           |
| 2008年                            | 10月 - 12月     | ef - a tale of melodies.                          | ef - a tale of melodies.                       | 電視動畫劇集                         | 大沼心                                         | 遊戲     |                           |
| 瑪莉亞狂熱系列                    |                 |                                                   |                                                |                                      |                                                |          |                           |
| 2009年                            | 1月 - 3月       | 瑪莉亞狂熱                                        |                                                | 電視動畫劇集                         | 新房昭之 龍輪直征 宮本幸裕                     | 漫畫     |                           |
| 2011年                            | 4月 - 6月       | 瑪莉亞狂熱 ALIVE                                  |                                                | 電視動畫劇集                         | 新房昭之 所智一 石倉賢一                       | 漫畫     |                           |
| 夏日風暴系列                      |                 |                                                   |                                                |                                      |                                                |          |                           |
| 2009年                            | 4月 - 6月       | 夏日風暴                                          |                                                | 電視動畫劇集                         | 新房昭之 大沼心                                | 漫畫     |                           |
| 2009年                            | 10月 - 12月     | 夏日風暴 春夏冬中                                 |                                                | 電視動畫劇集                         | 新房昭之 大沼心 石倉賢一                       | 漫畫     |                           |
| 物語系列                          |                 |                                                   |                                                |                                      |                                                |          |                           |
| 2009年                            | 7月 - 翌年6月   | 化物語                                            |                                                | 電視及網絡動畫劇集                   | 新房昭之 尾石達也                              | 小說     |                           |
| 2012年                            | 1月 - 3月       | 偽物語                                            |                                                | 電視動畫劇集                         | 新房昭之 板村智幸                              | 小說     |                           |
| 2012年                            | 12月31日        | 貓物語（黑）                                      |                                                | 電視電影動畫                         | 新房昭之 板村智幸                              | 小說     |                           |
| 2013年                            | 7月 - 翌年8月   | 物語系列 第二季                                   |                                                | 電視動畫劇集                         | 新房昭之 板村智幸                              | 小說     |                           |
| 2014年                            | 12月31日        | 憑物語                                            |                                                | 電視電影動畫                         | 新房昭之 板村智幸                              | 小說     |                           |
| 2015年                            | 10月 - 12月     | 終物語                                            |                                                | 電視動畫劇集                         | 新房昭之 板村智幸                              | 小說     |                           |
| 2016年                            | 1月8日          | 傷物語Ⅰ 鐵血篇                                    |                                                | 電影                                 | 新房昭之 尾石達也                              | 小說     |                           |
| 2016年                            | 1月 - 3月       | 曆物語                                            |                                                | 短篇電視動畫劇集                     | 新房昭之 板村智幸                              | 小說     |                           |
| 2016年                            | 8月19日         | 傷物語Ⅱ 熱血篇                                    |                                                | 電影                                 | 新房昭之 尾石達也                              | 小說     |                           |
| 2017年                            | 1月16日         | 傷物語Ⅲ 冷血篇                                    |                                                | 電影                                 | 新房昭之 尾石達也                              | 小說     |                           |
| 2017年                            | 8月             | 終物語 第2部                                      |                                                | 電視動畫劇集                         | 新房昭之 板村智幸                              | 小說     |                           |
| 2018年                            | 8月21日         | 物語系列堆叠                                      |                                                | 遊戲插畫協力                         |                                                | 小說     |                           |
| 2018年                            | 11月10日        | 續·終物語                                         |                                                | 電影                                 | 新房昭之                                       | 小說     |                           |
| 2022年                            |                 | 化物語                                            |                                                | 改篇漫畫宣傳片動畫                   | 新房昭之                                       | 小說     |                           |
| 2024年                            | 1月12日         | 傷物語 曆吸血鬼                                   |                                                | 電影                                 | 尾石達也                                       | 小說     | 新增內容總集篇            |
| 2024年                            | 7月 - 10月      | 物語系列 第外季&第怪季                            |                                                | 網絡動畫劇集                         | 新房昭之 吉澤翠                                | 小說     |                           |
| 荒川爆笑團系列                    |                 |                                                   |                                                |                                      |                                                |          |                           |
| 2010年                            | 4月 - 6月       | 荒川爆笑團                                        |                                                | 電視動畫劇集                         | 新房昭之 宮本幸裕                              | 漫畫     |                           |
| 2010年                            | 10月 - 12月     | 荒川爆笑團*2                                      |                                                | 電視動畫劇集                         | 新房昭之 宮本幸裕                              | 漫畫     |                           |
| 魔法少女小圓系列                  |                 |                                                   |                                                |                                      |                                                |          |                           |
| 2011年                            | 1月 - 4月       | 魔法少女小圓                                      |                                                | 電視動畫劇集                         | 新房昭之 宮本幸裕                              | 原創     |                           |
| 2012年                            | 3月15日         | 魔法少女小圓 PORTABLE                             |                                                | 遊戲2D動畫                           |                                                | 原創     |                           |
| 2012年                            | 10月6日         | 劇場版 魔法少女小圓 [前篇] 最初的物語             |                                                | 電影                                 | 新房昭之 宮本幸裕                              | 原創     | 新增內容總集篇            |
| 2012年                            | 10月13日        | 劇場版 魔法少女小圓 [後篇] 永遠的物語             |                                                | 電影                                 | 新房昭之 宮本幸裕                              | 原創     | 新增內容總集篇            |
| 2013年                            | 10月26日        | 劇場版 魔法少女小圓 [新篇] 叛逆的物語             |                                                | 電影                                 | 新房昭之 宮本幸裕 寺尾洋之                     | 原創     |                           |
| 2013年                            | 12月            | SLOT魔法少女小圓                                  |                                                | 角子老虎機動畫                       |                                                | 原創     |                           |
| 2017年                            | 8月 - 2024年7月 | 魔法紀錄 魔法少女小圓外傳                         |                                                | 片頭曲動畫、 關鍵劇情及 角色登場短片 |                                                | 遊戲     |                           |
| 2020年                            | 1月 － 3月      | 魔法紀錄 魔法少女小圓外傳                         |                                                | 電視動畫劇集                         | 劇團狗咖哩 宮本幸裕 岡田堅二朗 吉澤翠          | 遊戲     |                           |
| 2021年                            | 7月 － 9月      | 魔法紀錄 魔法少女小圓外傳 2nd SEASON -覺醒前夜-   |                                                | 電視動畫劇集                         | 劇團狗咖哩 宮本幸裕                            | 遊戲     |                           |
| 2022年                            | 4月3日          | 魔法紀錄 魔法少女小圓外傳 Final SEASON -淺夢初醒- |                                                | 電視動畫劇集                         | 劇團狗咖哩 宮本幸裕                            | 遊戲     |                           |
| 2025年                            | 冬              | 劇場版 魔法少女小圓 〈瓦爾普吉斯之迴天〉          | 〉                                             | 電影                                 | 新房昭之 宮本幸裕                              | 原創     |                           |
| 魔幻組曲 稜鏡娜娜系列             |                 |                                                   |                                                |                                      |                                                |          |                           |
| 2013年                            | 4月             | 魔幻組曲 稜鏡娜娜                                 |                                                | 角子機通用 音樂PV系列                | 岩崎安利 沼田誠也 宮本幸裕 三浦陽 URA 岩本拓也 | 原創     |                           |
| 2015年                            |                 | 稜鏡娜娜 THE ANIMATION                            | PRISM NANA THE ANIMATION                       | 活動首映動畫劇集                     | 宮本幸裕 大谷肇 沼田誠也                       | 原創     |                           |
| Fate系列                          |                 |                                                   |                                                |                                      |                                                |          |                           |
| 2013年                            | 3月28日         | Fate/EXTRA CCC                                    | Fate/EXTRA CCC                                 | 片頭曲動畫                           | 新房昭之                                       | 遊戲     |                           |
| 2016年                            | 11月10日        | Fate/EXTELLA                                      | Fate/EXTELLA                                   | 片頭曲動畫                           | 宮本幸裕                                       | 遊戲     |                           |
| 2017年                            |                 | Fate/EXTRA                                        | Fate/EXTRA                                     | 廣告動畫                             |                                                | 遊戲     |                           |
| 2018年                            | 1月 - 7月       | Fate/EXTRA Last Encore                            | Fate/EXTRA Last Encore                         | 電視動畫劇集                         | 新房昭之 宮本幸裕                              | 遊戲     |                           |
| 2024年                            | 8月3日          | Fate/Grand Order Explore Movie 2024 “WANTED！”    | Fate/Grand Order Explore Movie 2024 “WANTED！” | 概念廣告動畫                         | 長田寬人                                       | 遊戲     |                           |
| 偽戀系列                          |                 |                                                   |                                                |                                      |                                                |          |                           |
| 2014年                            | 1月 - 5月       | 偽戀                                              |                                                | 電視動畫劇集                         | 新房昭之 龍輪直征                              | 漫畫     |                           |
| 2015年                            | 4月 - 6月       | 偽戀：                                            |                                                | 電視動畫劇集                         | 新房昭之 宮本幸裕                              | 漫畫     |                           |
| 3月的獅子系列                     |                 |                                                   |                                                |                                      |                                                |          |                           |
| 2016年                            | 10月 - 翌年3月  | 3月的獅子                                         |                                                | 電視動畫劇集                         | 新房昭之 岡田堅二朗                            | 漫畫     |                           |
| 2017年                            | 10月 - 翌年3月  | 3月的獅子 第2季                                   |                                                | 電視動畫劇集                         | 新房昭之 岡田堅二朗                            | 漫畫     |                           |
| 突擊莉莉系列                      |                 |                                                   |                                                |                                      |                                                |          |                           |
| 2020年                            | 10月 - 12月     | 突擊莉莉 BOUQUET                                  |                                                | 電視動畫劇集                         | 佐伯昭志                                       | 多媒體   |                           |
| 2021年                            | 1月19日         | 突擊莉莉 Last Bullet                              |                                                | 遊戲企劃、製作、 片頭曲及 過場動畫   | 沼田誠也 宇和野步                              | 多媒體   |                           |

單部電視動畫
| 推出年份 | 推出時間       | 中文名稱                        | 日文名稱         | 導演                       | 原作類別 | 備註             |
| -------- | -------------- | ------------------------------- | ---------------- | -------------------------- | -------- | ---------------- |
| 1995年   | 4月 - 翌年1月  | 十二生肖爆烈戰士                |                  | 岡崎國敏                   | 原創     |                  |
| 2000年   | 11月 - 翌年5月 | ドッとKONIちゃん                | ドッとKONIちゃん | 渡邊慎一 安田賢司          | 原創     |                  |
| 2001年   | 10月 - 12月    | G-on少女騎士團                  |                  | 木村真一郎                 | 原創     | 與TNK共同製作    |
| 2003年   | 7月 - 10月     | 蒲公英之戀                      |                  | 木村真一郎                 | 遊戲     |                  |
| 2004年   | 4月 - 6月      | 這醜陋又美麗的世界              |                  | 佐伯昭志                   | 原創     | 與GAINAX共同製作 |
| 2004年   | 10月 - 翌年3月 | 月詠                            |                  | 新房昭之 鈴木利正          | 漫畫     |                  |
| 2005年   | 4月 - 6月      | 我的主人愛作怪                  |                  | 佐伯昭志                   | 漫畫     | 與GAINAX共同製作 |
| 2005年   | 7月 - 12月     | 嬉皮笑園                        |                  | 新房昭之 大沼心            | 漫畫     | 與GANSIS共同製作 |
| 2006年   | 2月 - 3月      | REC                             | REC              | 中村隆太郎                 | 漫畫     |                  |
| 2010年   | 1月 - 4月      | 吸血鬼同盟                      |                  | 新房昭之 園田雅裕          | 漫畫     |                  |
| 2010年   | 10月 - 12月    | 女僕咖啡廳                      |                  | 新房昭之 龍輪直征          | 漫畫     |                  |
| 2011年   | 4月 - 6月      | 電波女&青春男                   |                  | 新房昭之 宮本幸裕          | 輕小說   |                  |
| 2013年   | 1月 - 3月      | 鎖鎖美小姐@不好好努力           |                  | 新房昭之 龍輪直征          | 輕小說   |                  |
| 2014年   | 4月 - 6月      | 目隱都市的演繹者                |                  | 新房昭之 八瀬祐樹          | 多媒體   |                  |
| 2015年   | 1月 - 3月      | 幸腹塗鴉                        |                  | 新房昭之 龍輪直征          | 漫畫     |                  |
| 2021年   | 4月 - 6月      | 美少年偵探團                    |                  | 新房昭之 大谷肇 岡田堅二朗 | 輕小說   |                  |
| 2022年   | 7月 - 9月      | 聯盟空軍航空魔法音樂隊 光輝魔女 |                  | 佐伯昭志                   | 多媒體   |                  |
| 2022年   | 7月 - 9月      | RWBY 冰雪帝國                   |                  | 鈴木利正                   | 多媒體   |                  |
| 2023年   | 9月            | 五等分的新娘∽                   |                  | 宮本幸裕                   | 漫畫     |                  |
| 2025年   | 4月 - 6月      | 忍者與殺手的兩人生活            |                  | 宮本幸裕                   | 漫畫     |                  |

單部OVA
| 推出年份 | 推出時間       | 中文名稱                      | 日文名稱 | 導演              | 原作類別 | 備註 |
| -------- | -------------- | ----------------------------- | -------- | ----------------- | -------- | ---- |
| 1987年   |                |                               |          | 井上修            | 原創     |      |
| 1987年   |                |                               | 漫畫     | 井上修            |          |      |
| 1997年   | 5月 - 10月     | 櫻花通信                      |          | 岡崎國敏          |          |      |
| 2002年   | 2月 - 翌年1月  | 電玩少女櫻吹雪                |          | 武藤裕治 吉崎觀音 |          |      |
| 2011年   | 5月 - 10月     | 妄想改造人改藏                |          | 新房昭之 龍輪直征 |          |      |
| 2016年   | 10月 - 翌年9月 | 斬首循環 - 藍色學者與戲言跟班 |          | 新房昭之 八瀨祐樹 | 輕小說   |      |

單部電影動畫
| 推出年份 | 推出時間 | 中文名稱                    | 日文名稱 | 導演              | 原作類別 | 備註 |
| -------- | -------- | --------------------------- | -------- | ----------------- | -------- | ---- |
| 2007年   | 4月21日  | 奇諾之旅 疾病之國 -For You- |          | 中村隆太郎        | 輕小說   |      |
| 2017年   | 8月18日  | 煙花                        |          | 新房昭之 武內宣之 | 電視劇   |      |
| 2025年   | 初夏     | 處女朋克「發條少女」        |          | 梅津泰臣          | 原創     |      |

其他
| 推出年份 | 推出時間         | 中文名稱                                    | 日文名稱            | 推出類型                  | 導演                       | 原作類別     | 備註 |
| -------- | ---------------- | ------------------------------------------- | ------------------- | ------------------------- | -------------------------- | ------------ | ---- |
| 2008年   | 3月21日          | 世外魔島～黑月之王與雙月公主～              |                     | 概念音樂動畫              | 新房昭之 紺野直幸 友岡新平 | 漫畫         |      |
| 2010年   | 3月 - 翌年12月   | MAG・NET                                    |                     | 片頭曲動畫                | 尾石達也                   | 電視資訊節目 |      |
| 2012年   | 3月22日          | 新光神話 帕爾提娜之鏡                       |                     | 附贈短篇動畫劇集          | 新房昭之                   | 遊戲         |      |
| 2013年   | 3月 - 2015年10月 |                                             |                     | 片尾曲動畫                | 江上憐                     | 資訊節目     |      |
| 2014年   |                  | 任天堂明星大亂鬥3DS/Wii U                   |                     | 帕爾提娜登場宣傳片 2D動畫 |                            | 遊戲         |      |
| 2014年   | 10月15日         | 掟上今日子的備忘錄 及 物語系列              |                     | 聯合宣傳廣告動畫          | 宮本幸裕                   | 輕小說       |      |
| 2015年   | - 翌年           | SHAFT創立40週年紀念展示活動「MADOGATARI展」 |                     | 會場紀念新作動畫          |                            | 宣傳         |      |
| 2016年   |                  | 隱瞞之事                                    |                     | 宣傳片動畫                | 宮本幸裕                   | 漫畫         |      |
| 2016年   |                  |                                             |                     | 聯合宣傳廣告動畫          |                            | 遊戲         |      |
| 2016年   | 12月21日         | BUMP OF CHICKEN「ANSWER」                   |                     | 動畫音樂錄像              |                            | 歌曲         |      |
| 2018年   | 1月28日          | 惡魔咩姆咩姆                                |                     | 宣傳短篇動畫              | 沼田誠也                   | 漫畫         |      |
| 2018年   | 10月18日         | 慟哭之星                                    |                     | 片頭曲動畫                | 尾石達也                   | 遊戲         |      |
| 2019年   | 5月 - 翌年2月    | 合味道「HUNGRY DAYS ONE PIECE」             |                     | 廣告動畫                  | 高瀨裕介                   | 宣傳         |      |
| 2019年   | 12月             | 豐島區×Animate「池袋PR動畫」                |                     | 宣傳片動畫                | 高津幸央                   | 宣傳         |      |
| 2021年   | 9月16日          | YOASOBI「大正浪漫」                         |                     | 動畫音樂錄像              | 木村真二                   | 歌曲         |      |
| 2022年   |                  | 緋染天空 Heaven Burns Red                   |                     | 終極宣傳片2D動畫          |                            | 遊戲         |      |
| 2023年   |                  | J:COM×U25 為環境著想計劃                    |                     | 宣傳片動畫                | 志村亮                     | 宣傳         |      |
| 2023年   |                  | Baton Concept Movie                         | Baton Concept Movie | 公司概念動畫              | 高瀨裕介                   | 宣傳         |      |

### 參與製作
電視動畫
- タイムボカンシリーズ（日语：タイムボカンシリーズ）タイムパトロール隊オタスケマン（日语：タイムパトロール隊オタスケマン）（總承包商：龍之子製作公司，協力製作，1980年）
- 一ッ星家のウルトラ婆さん（日语：一ッ星家のウルトラ婆さん）（總承包商：KnacK（日语：ICHI (企業)），各話協力製作，1982年）
- パソコントラベル探偵団（日语：パソコントラベル探偵団）（總承包商：龍之子Production，協力製作，1983年）
- ピュア島の仲間たち（日语：ピュア島の仲間たち）（總承包商：瑞鷹（日语：瑞鷹 (アニメ製作会社)），各話協力製作，1983年）
- アタッカーYOU！（日语：アタッカーYOU!）（總承包商：KnacK，各話協力製作，1984年－1985年）
- 森のトントたち（日语：森のトントたち）（總承包商：瑞鷹，協力製作，1984年－1985年）
- 陽光普照（日语：陽あたり良好!）（總承包商：Group Tac，各話協力製作，1987年－1988年）
- 貓咪也瘋狂（ホワッツマイケル?）（與古留美工作室和童夢工作室等多家共同製作，1988年－1989年）
- 功夫貓黨（キャッ党忍伝てやんでえ）（總承包商：龍之子製作公司，各話協力製作，1990年－1991年）
- 人小鬼大，又譯淘氣阿寶（コボちゃん）（總承包商：EIKEN，各話協力製作，1992年－1994年）
- リトルツインズ（日语：リトルツインズ）（總承包商：東映動畫，各話協力製作，1993年）
- 白雪姫傳説（日语：白雪姫の伝説）（總承包商：龍之子製作公司，協力製作，1994年）
- ぼのぼの（總承包商：Group Tac，各話協力製作，1995年－1996年）
- 酷妹當家，又譯丫頭三白眼（きこちゃんすまいる）（總承包商：EIKEN、下判統包：MAGICBUS，各話協力製作，1996年－1997年）
- 少女革命（少女革命ウテナ）（總承包商：J.C.STAFF，各話協力製作，1997年）
- 橫行太保（HARELUYA II BØY）（總承包商：TRIANGLE STAFF，各話協力製作，1997年）
- 大運動會（バトルアスリーテス 大運動会）（總承包商：AIC，協力製作，1997年）
- BURN-UP EXCESS（總承包商：AIC，各話協力製作，1997年－1998年）
- 魔法陣都市（サイレントメビウス）（總承包商：RADIX，協力製作，1998年）
- ジェネレイターガウル（日语：ジェネレイターガウル）（總承包商：龍之子製作公司，各話製作協力，1998年）
- 火龍小武士（ポポロクロイス物語）（總承包商：BEE TRAIN，各話協力製作，1998年－1999年）
- 轟天突擊隊（突撃!パッパラ隊）（總承包商：MAGICBUS，各話協力製作，1998年－1999年）
- 宇宙海賊ミトの大冒険（日语：宇宙海賊ミトの大冒険）（總承包商：TRIANGLE STAFF，各話協力製作，1999年）
- デュアル!ぱられルンルン物語（日语：デュアル!ぱられルンルン物語）（總承包商：AIC，協力製作，1999年）
- 力量之石（パワーストーン）（總承包商：Studio Pierrot，各話協力製作，1999年）
- 魔法使いTai!（總承包商：MADHOUSE、TRIANGLE STAFF，各話協力製作，1999年）
- （總承包商：TRIANGLE STAFF，各話協力製作，1999年）
- 此時此刻的我，又譯超時空幻境（今、そこにいる僕）（總承包商：AIC，協力製作，1999年－2000年）
- 蟲孽（總承包商：AIC，各話協力製作，1999年－2000年）
- 迷糊女戰士（エクセル・サーガ）（總承包商：J.C.STAFF，各話協力製作，1999年－2000年）
- 地球防禦企業（地球防衛企業ダイ・ガード）（總承包商：XEBEC，各話協力製作，1999年－2000年）
- 櫻花大戰（サクラ大戦）（總承包商：MADHOUSE，各話協力製作，2000年）
- 幻影死神（ブギーポップは笑わない Boogiepop Phantom）（總承包商：MADHOUSE，各話協力製作，2000年）
- 人造人間キカイダー THE ANIMATION（日语：人造人間キカイダー THE ANIMATION）（總承包商：RADIX、StudioOX（日语：スタジオOX），各話協力製作，2000年）
- NieA_7（日语：NieA_7）（總承包商：TRIANGLE STAFF，各話協力製作，2000年）
- 幻想魔傳 最遊記（幻想魔伝 最遊記）（總承包商：Studio Pierrot、下判統包：Group Tac，各話協力製作，2000年－2001年）
- Da!Da!Da!，又譯外星人寶寶（Animax播映譯名）、幽浮寶貝（普威爾代理譯名）（だぁ!だぁ!だぁ!）（總承包商：J.C.STAFF，各話協力製作，2000年）
- The Soul Taker 〜魂狩〜（日语：The Soul Taker 〜魂狩〜）（總承包商：龍之子製作公司，各話協力製作，2001年）
- 妹妹♥公主（シスター♥プリンセス）（總承包商：ZEXCS，各話協力製作，2001年）
- 人造人009（サイボーグ009 THE CYBORG SOLDIER）（各話協力製作，2001年－2002年）
- 七小花（七人のナナ）（總承包商：A.C.G.T，各話協力製作，2002年）
- ヒートガイジェイ（日语：ヒートガイジェイ）（總承包商：SATELIGHT，各話協力製作，2003年）
- 奇諾之旅 -the Beautiful World-（キノの旅 -the Beautiful World-）（總承包商：A.C.G.T，各話協力製作，2003年）
- 愛的魔法（まぶらほ）（總承包商：J.C.STAFF，各話協力製作，2003年）
- 神話遺跡（日语：ギルガメッシュ (漫画)）（總承包商：、Group Tac，各話協力製作，2004年）
- みさきクロニクル〜ダイバージェンス・イヴ〜（日语：ダイバージェンス・イヴ）（總承包商：RADIX，各話協力製作，2004年）
- 鐵人28號（鉄人28号）（總承包商：PALM（日语：パルム (アニメ制作会社)），各話協力製作，2004年）
- 詩∽片（うた∽かた）（總承包商：HAL FILM MAKER，各話協力製作，2004年）
- 韋駄天翔（IDATEN翔）（總承包商：TRANS ARTS（日语：トランス・アーツ），各話協力製作，2005年－2006年）

OVA
- BIRTH（總承包商：、Kaname Production（日语：カナメプロダクション），動畫協力，1984年）
- 銀河英雄傳說（銀河英雄伝説）（總承包商：Kitty film，各話製作協力，1988年－2000年）
- リトルツインズ（日语：リトルツインズ）（總承包商：東映動畫，各話協力製作，1992年－1993年）
- レジェンド・オブ・クリスタニア（日语：クリスタニア）（總承包商：TRIANGLE STAFF，各話協力製作，1996年）
- 頭文字D Extra Stage 沖擊之藍…（頭文字D Extra Stage インパクトブルーの彼方に…）（總承包商：A.C.G.T，協力製作，2001年）

電影動畫
- 電影版哆啦A夢系列（映画ドラえもんシリーズ）（總承包商：SHIN-EI動畫，協力製作）
  - 哆啦A夢 大雄的恐龍（ドラえもん のび太の恐竜）（1980年）
  - 哆啦A夢 大雄的宇宙開拓史（ドラえもん のび太の宇宙開拓史）（1981年）
  - 哆啦A夢 大雄的大魔境（ドラえもん のび太の大魔境）（1982年）
  - 哆啦A夢 大雄的海底鬼岩城（ドラえもん のび太の海底鬼岩城）（1983年）
  - 哆啦A夢 大雄的魔界大冒險（ドラえもん のび太の魔界大冒険）（1984年）
  - 哆啦A夢 大雄的宇宙小戰爭（ドラえもん のび太の宇宙小戦争）（1985年）
  - 哆啦A夢 大雄與鐵人兵團（ドラえもん のび太と鉄人兵団）（1986年）
- 頑皮大師（フリテンくん）（總承包商：KnacK（日语：ICHI (企業)），協力製作，1981年）
- 福星小子 愛星球之戀（うる星やつら オンリー・ユー）（總承包商：Studio Pierrot，協力製作，1983年）
- 銀河鐵道之夜（銀河鉄道の夜）（總承包商：Group Tac，協力製作，1985年）
- うしろの正面だあれ（日语：うしろの正面だあれ）（總承包商：蟲製作公司，協力製作，1991年）
- 皮卡丘的歡樂假期，又譯皮卡丘的暑假（總承包商：OLM，作畫協力，1998年）
- 電影版數碼寶貝大冒險（劇場版デジモンアドベンチャー）（總承包商：東映動畫，協力企劃製作，1999年）
- 頭文字D Third Stage（總承包商：STUDIO DEEN，片尾協力製作，2001年）
- 神隱少女（千と千尋の神隠し）（總承包商：吉卜力工作室，動畫協力，2001年）
- 機動警察 WXIII（WXIII 機動警察パトレイバー）（總承包商：TRIANGLE STAFF→MADHOUSE，協力製作，2002年3月30日）
- 你的名字。（總承包商：CoMix Wave Films，協力製作，2016年）

### 擔任上色作品
電視動畫
- まんが日本昔ばなし（1976年－1994年）
- 機動戰士GUNDAM（1979年－1980年）
- 哆啦A夢 (大山羨代版)（ドラえもん (1979年のテレビアニメ)）（總承包商：SHIN-EI動畫，1979年－2005年）
- 鄰家女孩，又譯棒球英豪（タッチ）（總承包商：Group Tac，1985年－1987年）
- 城市獵人系列（シティーハンター）（總承包商：日昇動畫）
  - 城市獵人（1987年－1988年）
  - 城市獵人2（1988年－1989年）
  - 城市獵人3（1989年－1990年）
  - 城市獵人'91（1991年）
- 新世紀福音戰士（新世紀エヴァンゲリオン）（總承包商：GAINAX，1995年－1996年）
- 推理之絆（2002年－2003年）
- 機動天使（機動天使エンジェリックレイヤー）（2001年）
- Divergence Eve系列
  - （2003年）
  - （2004年）
- （2004年）
- 廉政特搜官（2006年）

OVA
- （1994年）

電影動畫
- 魯邦三世 卡里奧斯特羅之城（ルパン三世 カリオストロの城）（總承包商：東京電影新社，1979年）
- 機動戰士GUNDAM Ⅱ 哀·戰士篇（機動戦士ガンダムII 哀・戦士篇）（總承包商：日昇動畫，1981年）
- 螢火蟲之墓（火垂るの墓）（總承包商：吉卜力工作室，1988年）
- 火影忍者劇場版：大活劇！雪姬忍法帖！！（劇場版 NARUTO -ナルト- 大活劇!雪姫忍法帖だってばよ!!）（總承包商：Studio Pierrot，2004年）

## 相關人物及組織

### 動畫師
- 新房昭之
- 尾石達也
- 宮本幸裕
- 鈴木利正
- 小俣真一
- 笹木信作
- 川畑喬
- 佐佐木滿

- 守岡英行
- 伊藤良明
- 杉山延寬
- 渡邊明夫
- 實原登
- 山村洋貴
- 武内宣之
- 潮月一也
- 高野晃久

- 村山公輔
- 阿部嚴一朗
- 松本元氣
- 香取泰江
- 綾部美穗
- 泉美紗子
- 重松佐和子
- 燒田翔子
- 名倉靖博
- 劇團狗咖喱

### 劇本
- 大嶋實句（兼任製作人）

### 美術監督
- 飯島壽治
- 內藤健

### 色彩設計
- 日比野仁
- 瀧澤泉

### 視覺效果
- 酒井基

### 攝影監督
- 江藤慎一郎
- 會津孝幸
- 江上憐
- 内村祥平

### 剪接
- 關一彥
- 松原理惠

### 音響監督
- 龜山俊樹
- 鶴岡陽太

### 過往合作
- 大沼心
- 大田和寬
- 金卷兼一
- 上坪亮樹
- 龍輪直征
- 八瀨祐樹
- 岩崎安利
- 東厚治
- 高山克彥

### 其他相關人物
- 東富耶子

近年擔任系列構成。事實上並非一個人，而是SHAFT的擬人名稱（發音），反過來唸就是社名。此代表有關作品方面會由多名社員合作，一般是直接進入畫面設計工作。
- Studio Pastoral

SHAFT早年製作協力的夥伴，彌補作畫部門的不足，亦常參與動作場面演出。